# Om alle mine lemmer
Om alle mine lemmer är en norsk psalm baserad på en text av Petter Dass från cirka 1704 i bearbetning av Morten Eskesen 1881. Psalmen sjöngs ursprungligen på samma melodi som "Det är en ros utsprungen" men numera oftare till en nyskriven melodi av Sigvald Tveit från 1982.
Psalmen har nummer 529 i Norsk salmebok 1984 och ingår även som psalm nummer 8 i Den Danske Salmebog. Den har även  översatts till svenska av Andreas Holmberg 1991 (under titeln "Om alla mina lemmar") men finns inte publicerad i någon av samfunden i Sverige antagen psalmbok.